# Новоєлизаветівка (Покровський район)
Новоєлизаве́тівка — село Покровської міської громади Покровського району Донецької області, в Україні.

## Загальні відомості

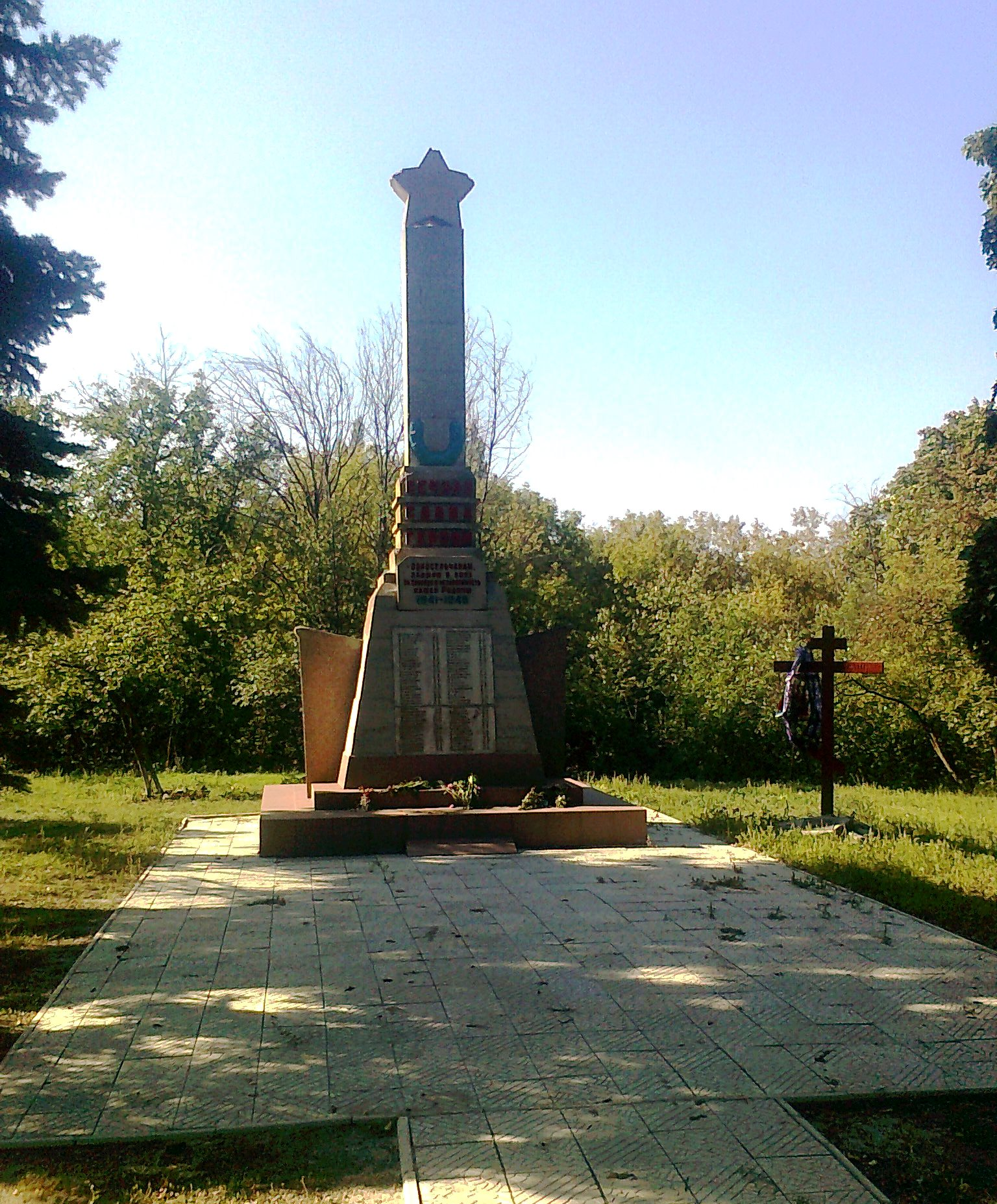
Пам'ятник воїнам-односельчанам

Відстань до райцентру становить близько 26 км і проходить автошляхом Т 0515.

## Населення
За даними перепису 2001 року населення села становило 620 осіб, із них 85 % зазначили рідною мову українську, 13,55 % — російську та 0,16 % — молдовську.